# Brunn am Gebirge
Brunn am Gebirge ist eine Marktgemeinde mit 12.310 Einwohnern (Stand 1. Jänner 2025) im Bezirk Mödling in Niederösterreich.

## Geografie
Der Ort liegt an den östlichsten Ausläufern der nördlichen Kalkalpen sowie an dem Staffelbruch des Wiener Beckens (Thermenlinie). Eine Bohrung beim Felsenkeller, somit nahe dem Gebirgsrand, erreichte dennoch erst bei 231,4 m wieder das Grundgebirge. Das belegt, dass das Gebirge in diesem Gebiet sehr steil zum Wiener Becken absinkt. Brunn liegt südlich von Perchtoldsdorf und der Wiener Stadtgrenze an der Südbahn, sodass ein Teil des Ortes am Abhang des Wienerwaldes und der andere Teil schon im Wiener Becken ist. Diese Grenze stellt sich in der Natur ca. mit der Südbahn dar. Brunn am Gebirge ist eine Katastralgemeinde und die einzige Ortschaft, die aber über die Siedlungen Am Wolfsholz und Heidesiedlung verfügt.

### Nachbargemeinden
| Perchtoldsdorf | Wien                                        | Vösendorf      |
| Gießhübl       | Kompassrose, die auf Nachbargemeinden zeigt | Wiener Neudorf |
|                | Maria Enzersdorf                            |                |

## Geschichte
Siedlungsreste der Jungsteinzeitlichen Bandkeramischen Kultur (älteste Phase) in der Flur Wolfsholz belegen, dass das Gebiet bereits ca. 5500 v. Chr. bewohnt war. Diese stellen eine der ältesten bekannten bäuerlichen Siedlung Österreichs dar, aber die Besiedlung war natürlich nicht kontinuierlich.
In einigen Publikationen wird vermutet, dass die ehemalige römische Wasserleitung zum Legionslager Vindobona u. a. mit Wasser aus Brunn gespeist worden sein könnte. Konkrete Funde oder andere Belege gibt es dafür jedoch nicht.
Awarengräber, die in Mödling gefunden wurden, lassen darauf schließen, dass auch zu dieser Zeit das Gebiet bewohnt war. Aufgrund von Ausgrabungen nimmt man an, dass es zur Römerzeit hier eine Veteranensiedlung gab.
Etwa um 1000 dürfte das heutige Ortszentrum entstanden sein. Es nannte sich Prun oder Brun, was so viel wie Brunnen bedeutet. Urkundlich wurde Prunni im 12. Jahrhundert in einer Schenkungsurkunde erstmals erwähnt. Um 1500 stand in Brunn eine Mauer rund um den Ort, die 300 Jahre lang hielt.

### Bevölkerungsentwicklung
| Brunn am Gebirge: Einwohnerzahlen von 1869 bis 2025 | Brunn am Gebirge: Einwohnerzahlen von 1869 bis 2025 | Brunn am Gebirge: Einwohnerzahlen von 1869 bis 2025 | Brunn am Gebirge: Einwohnerzahlen von 1869 bis 2025 | Brunn am Gebirge: Einwohnerzahlen von 1869 bis 2025 |
| --------------------------------------------------- | --------------------------------------------------- | --------------------------------------------------- | --------------------------------------------------- | --------------------------------------------------- |
| Jahr                                                |                                                     |                                                     |                                                     | Einwohner                                           |
| 1869                                                | 1869                                                |                                                     | 2.089                                               | 2.089                                               |
| 1880                                                | 1880                                                |                                                     | 2.243                                               | 2.243                                               |
| 1890                                                | 1890                                                |                                                     | 2.965                                               | 2.965                                               |
| 1900                                                | 1900                                                |                                                     | 3.479                                               | 3.479                                               |
| 1910                                                | 1910                                                |                                                     | 4.547                                               | 4.547                                               |
| 1923                                                | 1923                                                |                                                     | 4.900                                               | 4.900                                               |
| 1934                                                | 1934                                                |                                                     | 5.599                                               | 5.599                                               |
| 1939                                                | 1939                                                |                                                     | 5.823                                               | 5.823                                               |
| 1951                                                | 1951                                                |                                                     | 5.875                                               | 5.875                                               |
| 1961                                                | 1961                                                |                                                     | 5.788                                               | 5.788                                               |
| 1971                                                | 1971                                                |                                                     | 7.080                                               | 7.080                                               |
| 1981                                                | 1981                                                |                                                     | 7.975                                               | 7.975                                               |
| 1991                                                | 1991                                                |                                                     | 8.573                                               | 8.573                                               |
| 2001                                                | 2001                                                |                                                     | 9.422                                               | 9.422                                               |
| 2011                                                | 2011                                                |                                                     | 11.308                                              | 11.308                                              |
| 2021                                                | 2021                                                |                                                     | 12.078                                              | 12.078                                              |
| 2025                                                | 2025                                                |                                                     | 12.310                                              | 12.310                                              |
| Quelle(n): Statistik Austria, Gebietsstand 1.1.2021 |                                                     |                                                     |                                                     |                                                     |

## Biertradition
Die Brautradition in Brunn am Gebirge begann bereits 1790 in Form einer Kleinbrauerei. 1847 wurde die 19 ha große Brunner-Brau-Aktien-Gesellschaft gegründet, die zu einer der größten der damaligen Monarchie aufstieg. Über 200 Beschäftigte brauten mehr als 200.000 hl pro Jahr in den verschiedensten Sorten. 1929 wurde die Brunner Brauerei an die Brau Union verkauft, an deren Liesinger Brauerei angegliedert und hörte auf, als eigenes Unternehmen zu existieren. Ein paar Versatzstücke im Brauereimuseum im Brunner Heimathaus zeugen noch aus dieser Zeit.
Ab 2010 besaß Brunn jedoch mit der Bierzauberei eine kleine Spezialitätenbrauerei.
Auf Grund einer privaten Idee der damaligen Gemeindewirte wurde der „Brunner Bierkirtag“ zweimal wiederaufgelegt.
2012 fand auf dem Gelände des Business Park Campus21 „Niederösterreichs größtes Oktoberfest“ statt, welches jedoch nichts mit Brunner Bier zu tun hatte, sondern von einem österreichischen Bierkonzern gesponsert wurde.

## Wirtschaft
Heute ist nur mehr ein kleiner Teil der Bevölkerung im Weinbau tätig, deren Weingärten an den Hängen des Wienerwaldes liegen. Der Großteil ist in Industriebetrieben und Handelsbetrieben, die sich im Industriegebiet sowie im Campus 21 angesiedelt haben, sowie in Wien tätig.
Im Osten von Brunn haben Gewerbebetriebe ihren Standort, so die Pumpenfirma Flowserve und auch die österreichische Niederlassung von Scania ist in Brunn ansässig.
In Brunn eröffnete Hornbach im August 1996 seine erste Österreich-Filiale.

### Fernwärme
Brunn ist im dicht verbauten Gebiet fast vollständig mit biogener Fernwärme, welche im Biomasseheizkraftwerk Mödling erzeugt wird, aufgeschlossen. Sowohl die öffentlichen Gebäude wie Schulen und Ämter oder Gewerbe- und Industriebetriebe als auch großvolumige Wohnbauten werden mit dieser Fernwärme versorgt.

### Verkehr
Zwischen Brunn und Perchtoldsdorf liegt die Wiener Außenringautobahn A 21. Auch zur Südautobahn gibt es eine günstige Verbindung.
Brunn hat gemeinsam mit Maria Enzersdorf eine Haltestelle an der Südbahn, die auf Brunner Gemeindegebiet liegt, aber den Namen Brunn-Maria Enzersdorf (Brunn-Ma. Enzersdorf) trägt. Im Jahr 1998 wurde der vorhandene Bahnhof in eine unbesetzte Haltestelle der ÖBB umgewandelt. Der aus dem Jahr 1862 stammende Bau, dem der Abriss drohte, wurde von der Gemeinde Brunn erworben und revitalisiert.

### Infrastruktur
Die Versorgung der Marktgemeinde Brunn am Gebirge mit Strom erfolgt durch die Wien Energie. Die Gasversorgung der Marktgemeinde ist durch die EVN gewährleistet. Aufgrund des geringen Anteils der Eigenversorgung mit Trinkwasser (ca. 2–5 %) liefern der Wasser-Leitungs-Verband der Triestingtal- und Südbahngemeinden sowie die EVN zusätzliches Trinkwasser an die Gemeinde.

### Altlasten
In Brunn am Gebirge befanden sich im Bereich des Goldtruhenbaches die Standorte von drei teerverarbeitenden Betrieben, einer Lackfabrik und einer Glasfabrik. Eine Verzinkerei im selben Bereich ist heute noch in Betrieb. Im untersuchten Bereich in der Umgebung des Goldtruhenbaches wurden großflächig Verunreinigungen des Untergrundes durch Teeröl festgestellt, die sich auf einer Länge von ca. 750 m und einer Fläche von ca. 100.000 m² erstrecken und vom Norden im Bereich der Verzinkerei über den Bereich der Lackfabrik und der Dachpappenfabrik Goldtruhenweg hinaus bis weit in den Süden reichen. Diese Verunreinigungen wurden im Altlastenatlas aufgenommen und stellen teilweise eine erhebliche Gefahr für die Umwelt dar.

## Öffentliche Einrichtungen
In der Gemeinde gibt es fünf Kindergärten, zwei Volksschulen und eine Mittelschule.

## Sehenswürdigkeiten

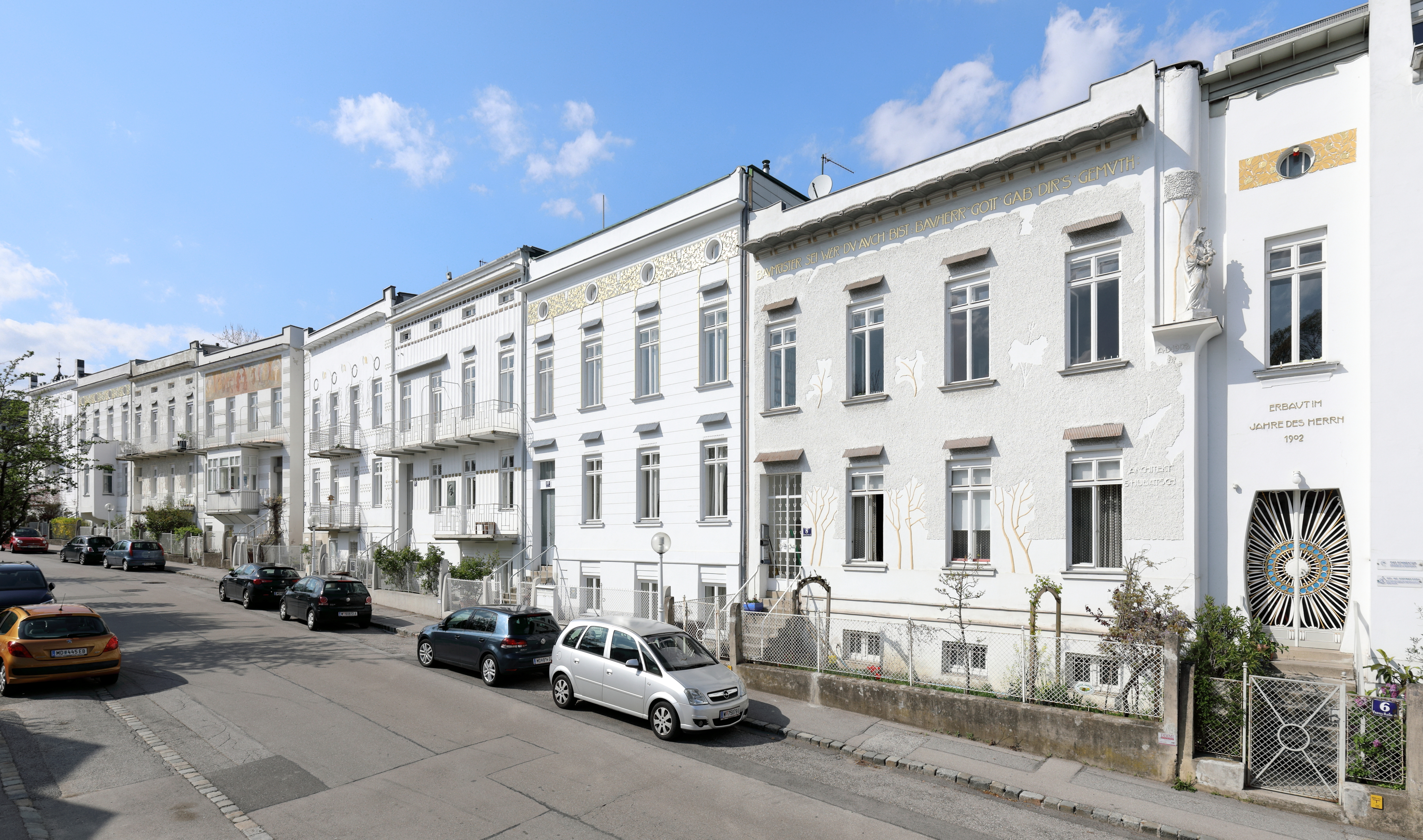
Die Jugendstil-Reihenhaussiedlung in der Franz Keim-Gasse

### Gliedererhof
Im „Gliedererhof“ lebte Rudolf Steiner bis zu seiner Berufung nach Weimar als Herausgeber der Naturwissenschaftlichen Schriften Goethes in der Weimarer Ausgabe (Sophien-Ausgabe). Dort schrieb er auch die Einleitungen zu Goethes Naturwissenschaftlichen Schriften in Joseph Kürschners National-Literatur sowie die Grundlinien einer Erkenntnistheorie der Goetheschen Weltanschauung.

### Kirche
Die Brunner Kirche hat einen bemerkenswerten Grundriss, der Ähnlichkeiten mit dem von Rudolf Steiner entworfenen ersten Goetheanum, einem monumentalen Holzbau in Dornach im Kanton Solothurn in der Schweiz, aufweist. Sie soll von den Baumeistern des Wiener Stephansdoms errichtet worden sein.

### Jugendstilreihenhäuser
Die Jugendstilreihenhäuser in Brunn gelten als das einheitlichste Ensemble im Stil der Wiener Secession. Die 10 Reihenhäuser in der Franz Keim-Gasse wurden ab 1902 von dem Architekten Sepp Hubatsch errichtet.

## Persönlichkeiten

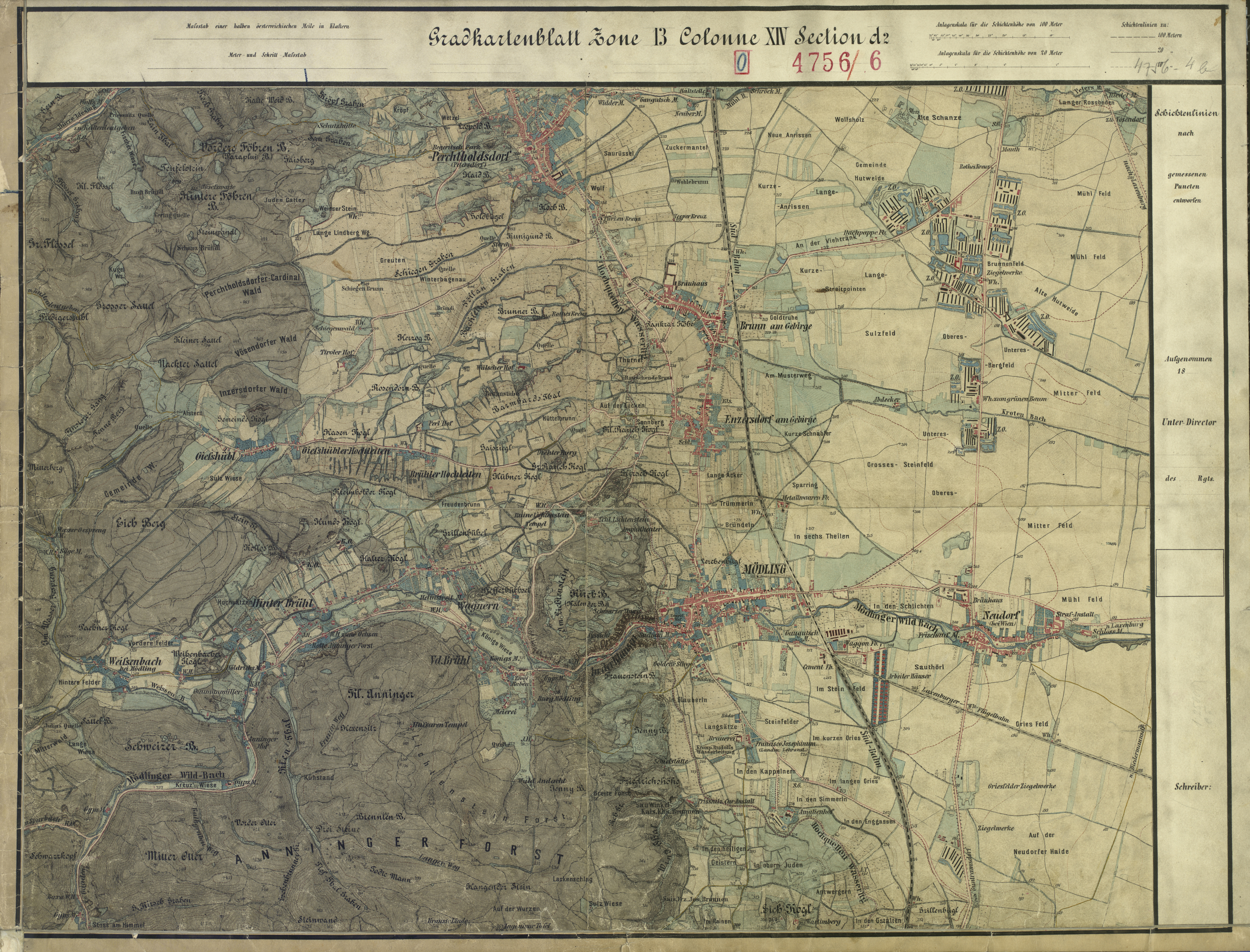
Brunn und seine Umgebung um 1872 (Aufnahmeblatt der Landesaufnahme)

### Söhne und Töchter der Gemeinde
- Marian Schirmer (1650–1705), Abt des Stiftes Heiligenkreuz 1693–1705
- Anton von Kenner (1871–1951), Maler
- Marianne Wulf (1878–1944), Schauspielerin
- Hubert Marischka (1882–1959), Librettist
- Hans Gál (1890–1987), Komponist
- Franz Ruhm (1896–1966), Fernsehkoch beim ORF
- Franz Anderle (1898–1944), Widerstandskämpfer und Opfer der NS-Justiz
- Otto Mauer (1907–1973), Priester, Kunstsammler und Mäzen
- Agnes Niegl (1913–2008), Lehrerin und Ministerialbeamtin
- Helga Markowitsch (* 1944), kaufmännische Angestellte, Mitglied des Bundesrates und Bürgermeisterin

### Mit der Gemeinde verbundene Persönlichkeiten
- Theo Braun (1922–2006), Maler und Grafiker, lebte und starb in Brunn
- Jakob Fuchs (1911–1944), Kommunist und Widerstandskämpfer gegen den Nationalsozialismus, arbeitete in Brunn
- Albert Huttary (1908–1978), Kommunist und Widerstandskämpfer gegen den Nationalsozialismus, arbeitete in Brunn
- Franz Bernhard von Keeß (1720–1795), Jurist und Dirigent
- Franz Georg von Keeß (1747–1799), Jurist und Rechtswissenschaftler in Wien
- Franz Keim (1840–1918), Schriftsteller, lebte und starb in Brunn
- Horst Friedrich Mayer (1936–2003), Journalist beim ORF, lebte und ist begraben in Brunn
- Rudolf Steiner (1861–1925), Publizist, Esoteriker, Vortragsredner, lebte von 1882 bis 1887 in Brunn (siehe Gedenkstätte im Gliedererhof)
- Günther Thömmes (* 1963), deutscher Braumeister und Autor historischer Romane, lebt seit 2003 in Brunn
- Ernst Vlcek (1941–2008), Schriftsteller, lebte und starb in Brunn

## Politik

### Gemeindevertretung
- Bürgermeister: Andreas Linhart (SPÖ)
- Vizebürgermeister: Gabriele Schiener (SPÖ)
- Bürgermeister Stellvertreterin: Andrea Lorenz (Grüne)
- Jugendgemeinderat: Lorenz Markowitsch (SPÖ)
- Umweltgemeinderat: Gabriele Steiner (SPÖ)
- Bildungsgemeinderat: Silvia Weginger (SPÖ)
- Gemeinderat (37 Mandate):

| Liste  | Stimmen               | Prozent | Mandate    |
| ------ | --------------------- | ------- | ---------- |
| SPÖ    | 2.664                 | 44,7 %  | 17         |
| ÖVP    | 1.670                 | 28,0 %  | 11         |
| FPÖ    | 481                   | 8,1 %   | 3          |
| NEOS   | 391                   | 6,6 %   | 2          |
| GRÜNE  | 591                   | 9,9 %   | 3          |
| WIR    | 164                   | 2,8 %   | 1          |
| Gesamt | 6.962 gültige Stimmen | 100 %   | 37 Mandate |

Abgegebene Stimmen: 5.991 Stimmen, 29 ungültige Stimmen. Wahlbeteiligung 2025: 61,8 %, Wahlberechtigt: 9.699 Personen

## Partnergemeinde
- Brand-Nagelberg (Waldviertel, Niederösterreich)

## Kultur
In Brunn finden seit 2007, bis 2014 jährlich, danach mit Unterbrechungen das Internationale Brunner Boogie Woogie-Piano & Blues-Festival statt. Unter anderem wirkten Künstler wie Stella Jones, Michael Pewny, Dana Gillespie, Vince Weber, Axel Zwingenberger, Mojo Blues Band, Al Cook, Martin Pyrker, Little Willie Littlefield, Angela Brown, Silvan Zingg, Peter Rapp oder Ladyva mit.